# Space rock
Space rock – styl w muzyce rockowej, przez niektórych uznawany wręcz za samodzielny gatunek rocka, charakteryzujący się hipnotycznym nastrojem i intensywną fakturą. Zwykle długie i powolne utwory odznaczają się gęstą przestrzenią dźwiękową budowaną przez szmery, zwielokratniane dźwięki gitar, delikatnie dudniący bas oraz minimalistycznie grającą, nisko strojoną perkusję. Śpiew odgrywa drugorzędną rolę i jest zwykle stonowany z muzyką. Teksty często dotyczą astronomii, science fiction, fantasy lub podróży kosmicznych.
Pionierami kosmicznego rocka były grupy Gong, Pink Floyd (z wczesnego okresu) i Hawkwind. Jedną z pierwszych prób połączenia hard rocka i space rocka była płyta zespołu UFO z 1971 roku zatytułowana Flying. Od lat osiemdziesiątych styl jest wykorzystywany przez wykonawców alternatywnych i indierockowych (np. Spacemen 3, Spiritualized, Sonic Boom, Flying Saucer Attack, Chapterhouse, The Verve, Quickspace, Godspeed You! Black Emperor), którzy adaptując rozbudowane instrumentarium elektroniczne przybliżyli go do ambientu. Ciągle jednak w ramach gatunku działają grupy odwołujące się wprost do progresywnej lub hardrockowej tradycji.